# Actaea spicata
La cimífuga (que también es el nombre común de otras plantas)  (Actaea spicata)  es una especie de planta herbácea perteneciente a la familia Ranunculaceae originaria de Europa.

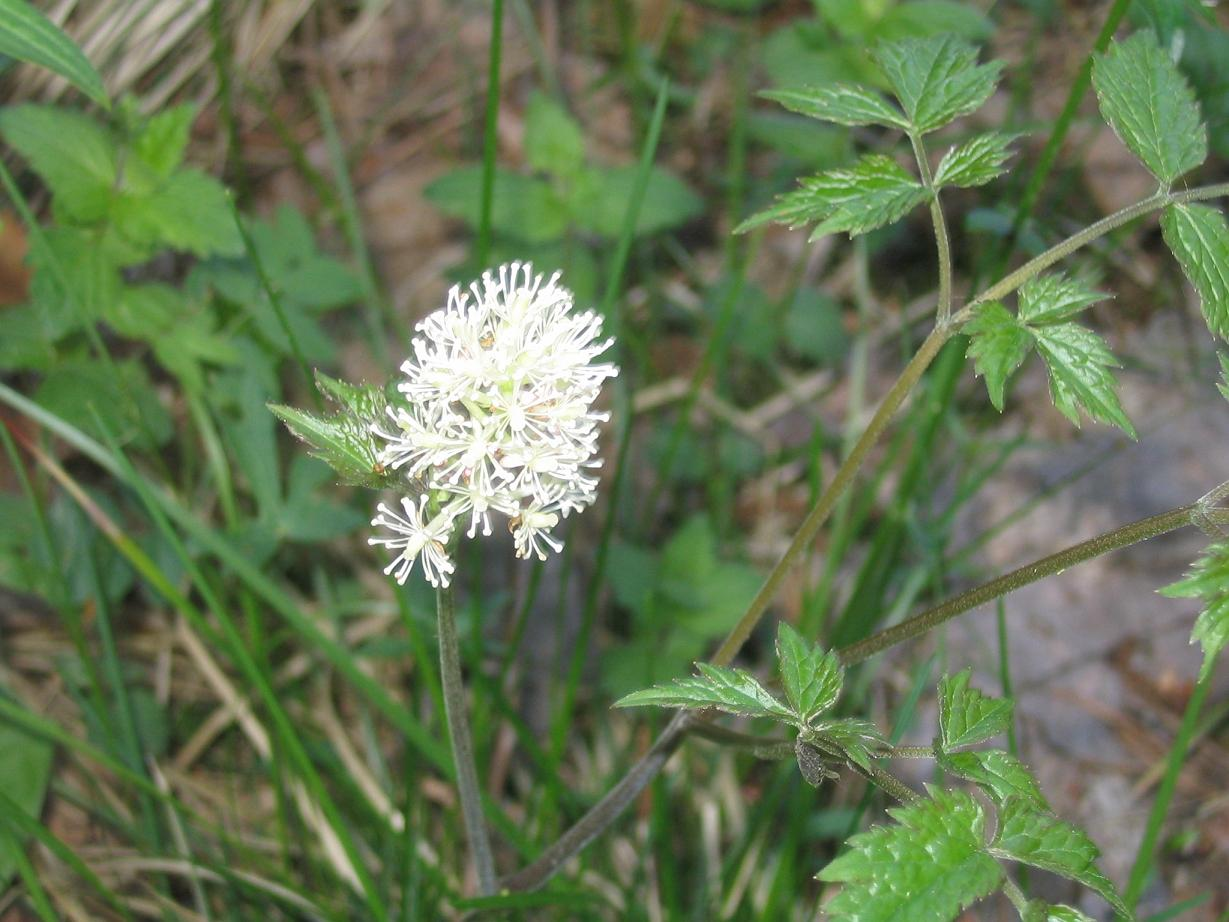
Flores.

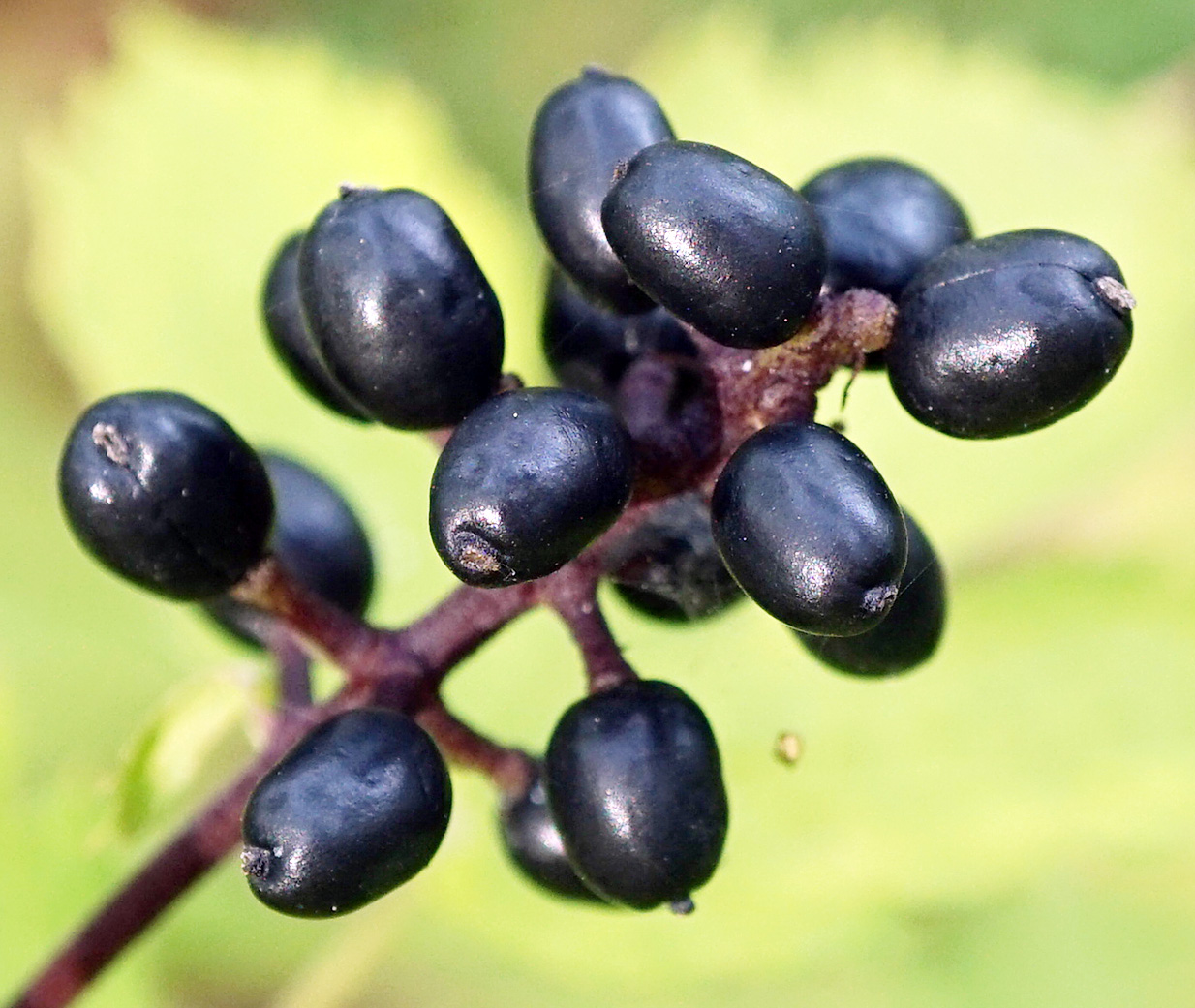
Frutos

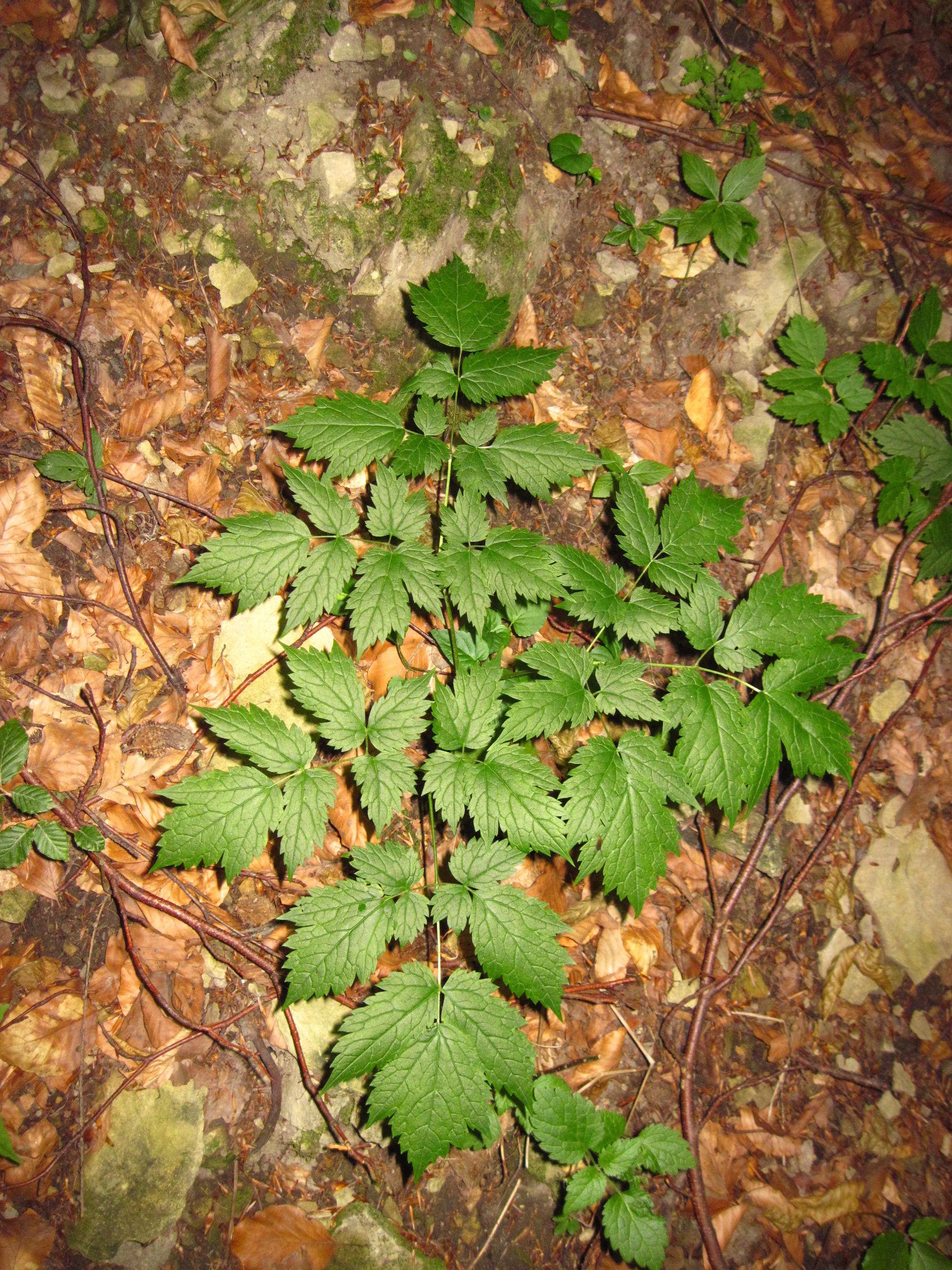
Vista de la planta

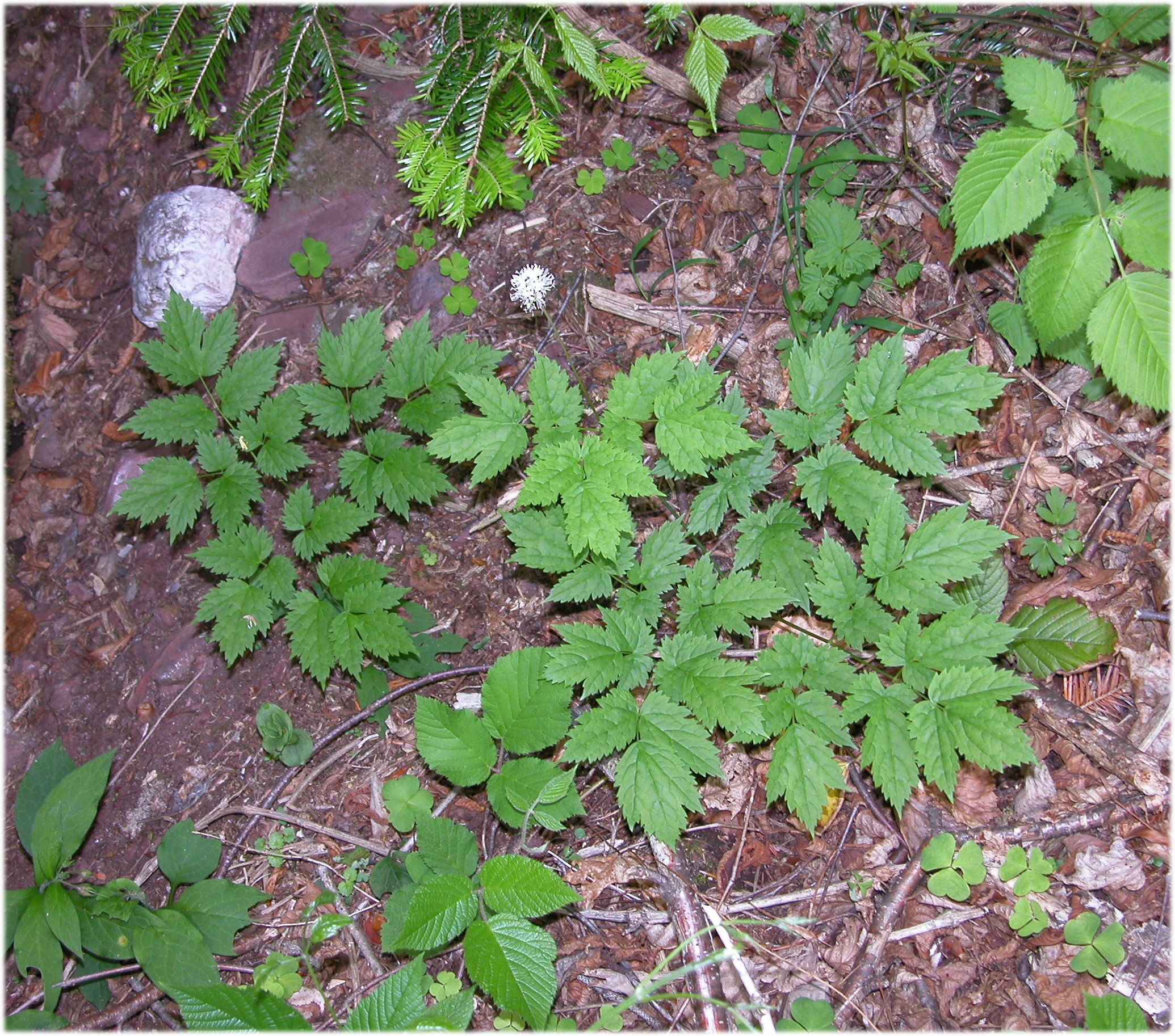

## Descripción
Es una planta vivaz perenne su raíz es un rizoma grueso y nudoso que cada año emite tallos erectos con pocas ramas, alcanzando 60 cm de altura. Las hojas, intensamente lobuladas, tienen unos largos peciolos que a menudo brotan de la raíz y que a su vez se dividen en otros tres. Las flores, pequeñas, son blancas y se presentan en racimos. El fruto, muy venenoso, es una baya de 1 cm de diámetro, de color negro y con numerosas semillas.

## Distribución y hábitat
Es original de Europa central y meridional, donde crece en bosques húmedos y sombríos, en malezas, setos, barrancos y terrenos calcáreos y arcillosos.

## Propiedades
Principios activos
Contiene el aceite esencial tóxico, protoanemonina.
Indicaciones
A pesar de su toxicidad fue usada en el pasado en medicina tradicional.
Su ingestión puede producir graves gastroenteritis, vómitos y diarreas, delirio e inflamaciones sobre la piel.
 Aviso médico

### Otros usos
El jugo de las bayas da un tinte negro una vez cocido con alumbre.

## Taxonomía
Actaea spicata, fue descrita por Carlos Linneo y publicado en Species Plantarum 1: 504, en el año 1753.
Etimología
Ver: Actaea
spicata: epíteto latíno que significa "en espigas".
Citología
Número de cromosomas de Actaea spicata (Fam. Ranunculaceae) y táxones infraespecíficos:
2n=16(18,26,30)
Sinonimia
- Actaea spicata var. nigra L. [1753]
- Actaea nigra (L.) P.Gaertn., B.Mey. & Scherb. [1800]
- Actaea christophoriana Gouan [1764]
- Christophoriana vulgaris Bubani [1901]
- Christophoriana spicata (L.) Moench[6]
- Actaea corymbosa Stokes
- Actaea densiflora M. Král
- Actaea spicata var. nigra L.
- Actaea vulgaris Spach[7]

## Nombres comunes
- Castellano: barba de cabra, cistoforiana, cristobalina, cristoforiana, engos, hierba de San Cristóbal, yerba cristoforiana.[8]